# Leila Meskhi
Leila Meskhi (Tbilissi, 5 de Janeiro de 1968) é uma ex-tenista profissional georgiana.

## Jogos Olímpicos

### Duplas: 1 medalha (1 bronze)
| Posição | Ano  | Local     | Surface | Parceira            | Oponentes | Placar    |
| ------- | ---- | --------- | ------- | ------------------- | --------- | --------- |
| Bronze  | 1992 | Barcelona | Saibro  | EUN Natasha Zvereva | -         | Não houve |

Meskhi e Zvereva perderam na semi-finais para Gigi Fernández e Mary Joe Fernández 6–4, 7–5. Em 1992, não houve disputa de 3° lugar.

## WTA Tour títulos (10)

### Simples (5)
| Legenda               |
| Grand Slam (0)        |
| WTA Championships (0) |
| Tier I Event (0)      |
| WTA Tour (5)          |

| N. | Data             | Torneio                   | Oponente           | Placar        |
| 1. | 6 Novembro 1989  | Nashville, EUA            | Helen Kelesi       | 6–2, 6–3      |
| 2. | 29 Janeiro 1990  | Auckland, Nova Zelândia   | Sabine Appelmans   | 6–1, 6–0      |
| 3. | 1 Outubro 1990   | Moscow, Rússia            | Elena Brioukhovets | 6–4, 6–4      |
| 4. | 4 Fevereiro 1991 | Wellington, Nova Zelândia | Andrea Strnadová   | 3–6, 7–6, 6–2 |
| 5. | 9 Janeiro 1995   | Hobart, Austrália         | Li Fang            | 6–2, 6–3      |